# مردم حمار

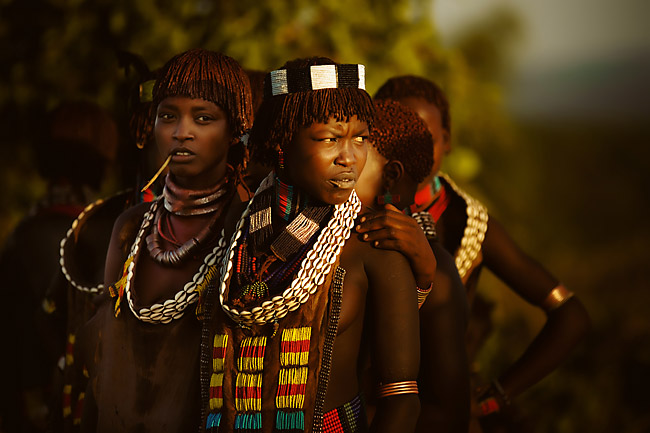
تصویری از مردمان حَمار اتیوپی

مردم حَمار (انگلیسی: Hamar people) قومیتی اوموتی‌زبان در جنوب غربی اتیوپی است. آن‌ها در بخش حمار دره رود اومو واقع در منطقه جنوبی اومو اقوام جنوبی، قومیت‌ها و قلمرو مردم (اس‌ان‌ان‌پی‌آر) زندگی می‌کنند. عمده آن‌ها دامپرور هستند بنابراین در فرهنگ‌شان ارزش زیادی برای احشام قائل هستند.

## جمعیت‌شناسی
طبق سرشماری ملی سال ۲۰۰۳، جمعیت مردم حمار را ۴۶٬۵۳۲ نفر گزارش کرد که ۱۰٬۰۰۰ نفر آن‌ها ساکن شهر هستند. اکثریت این مردم (۹۹٫۱۳٪) در اس‌ان‌ان‌پی‌آر زندگی می‌کنند.
براساس سرشماری ملی ۱۹۹۳ اتیوپی، ۴۲٬۸۳۸ نفر به زبان حماری تکلم می‌کنند که ۴۲٬۴۴۸ نفر از آن‌ها خود را از مردم حمار دانسته‌اند که برابر با حدود ۰٫۱٪ جمعیت اتیوپی است.